# Șandru, Mureș
Șandru (în maghiară: Sándortelep) este un sat în comuna Papiu Ilarian din județul Mureș, Transilvania, România.